# Один евро
Один евро — вторая по номиналу, после двух евро, монета Еврозоны. Аверс монет отличается в зависимости от страны и времени выпуска. Материал внешней части — латунь, внутренней — мельхиор (75 % меди и 25 % никеля) и никель.
Монеты выпущены в обращение в 2002 году, хотя некоторые из них датированы 1999 годом — годом создания евро. На июль 2016 г. в обороте было 6 млрд 891 млн 136,9 тысяч монет этого номинала.

## История
Начало использования монеты в обращении официально датируется 2002 годом, когда монеты евро и банкноты евро были введены в оборот. Дизайн реверса монеты был разработан Люком Люиксом, бельгийским художником, который выиграл общеевропейский конкурс на лучший проект монет евро. Рисунок реверса символизирует единство Европейского союза.
Аверс монет, выпущенных в каждой из стран еврозоны, отличается и утвержден национальными парламентами. В спецификации было общее требование о обязательном использовании в дизайне аверса двенадцати звёзд еврозоны. Национальный дизайн не разрешали менять до конца 2008 года, кроме случаев, когда умирает или отрекается от престола монарх, портрет которого изображён на монетах. Это произошло в Монако и Ватикане, в результате чего были выпущены монеты нового образца (в Ватикане был временный дизайн и дизайн с изображением нового папы). Дизайн аверса в 2007 году претерпел некоторые изменения, связанные с новыми правилами: национальные стороны должны включать в себя название страны выпуска (было исправлено в Финляндии и Бельгии). По состоянию на 2010 год Австрия, Германия и Греция изменили свои национальные стороны из-за этого требования.
После расширения Евросоюза в 2004 и 2007 годах, с последующим расширением еврозоны, в 2007 году был разработан новый дизайн монет с целью показать новую карту Европы. Эта карта изображает всю Европу, а не только ЕС, однако Кипр был смещен на запад, так как карта не показывает территорию в районе пролива Босфор (по политическим причинам не показана территория Турции). Новый дизайн введён в 2007 году, а не в 2004, что было связано с тем, что в 2007 году произошло первое расширение еврозоны: в неё вступила Словения.

## Дизайн

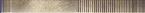
Гурт монеты

Монета состоит из внутренней и внешней частей разного цвета. Внутренний круг состоит из трех слоев (наружные слои из медно-никелевого сплава, прослойка из никеля) и внешнего кольца из легированной никелем латуни. Диаметр монеты 23,25 мм, толщина 2,33 мм и масса 7,5 грамма. Гурт монеты прерывисто-рубчатый (три гладких и три тонко рифленых сектора).

### Реверс (общая сторона)

Реверс (дизайн первых лет выпуска)

Изображена карта Европы, без Исландии и Босфора, до границ Украины и России. Кипр расположен дальше на запад, чем в реальности, Мальта непропорционально увеличена. Шесть тонких параллельных линий пересекают карту и двенадцать звезд, расположенных по ободу монеты. Поверх карты идёт надпись «1 EURO». Дизайнерские инициалы «LL» нанесены рядом с Кипром.

### Аверс (национальная сторона)
У оборотной стороны монеты в зависимости от страны выпуска свой оригинальный дизайн. Все монеты должны включать двенадцать звёзд (в большинстве случаев по краю монеты), инициалы гравера, год выпуска, а с 2007 г. — название страны выпуска (полное или сокращенное). Аверс не может содержать номинал монеты, кроме случая, если страна выпуска использует алфавит, отличный от латинского. В настоящее время номинал есть на аверсе только греческих монет («1 EYPΩ») и, кроме того, Австрия в нарушение этого правила до сих пор не объявила о решении убрать надпись «1 Euro» со своей монеты.
| Описание | Изображение | Изображение | Изображение           | Изображение        |
| --- | --- | --- | --------------------- | ------------------ |
| Австрия: · На австрийской монете изображен Вольфганг Амадей Моцарт и его подпись, что олицетворяет национальную идею Австрии, «страны музыки». Австрийский флаг находится под номиналом, который по правилам будет убран с национальной стороны. Год выпуска на левой стороне монеты. | | |                       |                    |
| Андорра: Здание государственного совета Андорры Каса-де-ла-Валье | | |                       |                    |
| Бельгия: · На Бельгийской монете изображён портрет короля Альберта II, который разработан Яном Альфонсом Кестерманом (Jan Alfons Keustermans), также на монете присутствует королевская монограмма, буква «A», под короной. В 2008 году были добавлены буквы BE (обозначающие Бельгию) под монограммой. Кроме того, некоторые изменения были внесены в портрет короля Альберта II, однако, эти изменения противоречили рекомендациям Европейской Комиссии, разрешающим вносить изменения в портрет главы государства один раз в 15 лет. Таким образом, в 2009 году была выпущена третья серия бельгийских монет, на которых остались все изменения 2008 года, но с портретом образца 1999 года. В 2014 году выпущена 4-я серия с портретом портрет короля Филиппа. | 1-я серия (до 2008) | 2-я серия (2008—2009) | 3-я серия (2009-2014) | 4-я серия (с 2014) |
| Хорватия: На Хорватской монете изображена Куница. | | |                       |                    |
| Кипр: · На монете Кипра изображён Помосский идол, который является доисторической скульптурой и датируется XXX веком до нашей эры. Дизайн разработан Эриком Мелом (Erik Maell) и Татьяной Сотепулос (Tatiana Soteropoulos). Монета имеет надписи на греческом и турецком языках (ΚΥΠΡΟΣ and KIBRIS) под идолом. | | |                       |                    |
| Эстония: · На монете Эстонии изображена карта Эстонии и слово «Eesti», которое обозначает Эстонию. Двенадцать звёзд Евросоюза по ободу монеты. Дизайн разработан в декабре 2004. В обращении с 2011 года. | | |                       |                    |
| Финляндия: · На монете Финляндии изображены два лебедя (национальный символ Финляндии) летящие над Финляндией, дата выпуска отчеканена внизу справа. Автор дизайна монеты Пертти Макинен (Pertti Mäkinen) который также разработал монету посвящённую 80-летию независимости Финляндии. Первая серия была выпущена Монетным двором Финляндии, гравёр Раймо Макконен (Raimo Makkonen) (буква M, расположена слева). Монеты второго выпуска (с 2007 года), имеют буквы FI (для Финляндии) расположены справа. | Финляндия: · На монете Финляндии изображены два лебедя (национальный символ Финляндии) летящие над Финляндией, дата выпуска отчеканена внизу справа. Автор дизайна монеты Пертти Макинен (Pertti Mäkinen) который также разработал монету посвящённую 80-летию независимости Финляндии. Первая серия была выпущена Монетным двором Финляндии, гравёр Раймо Макконен (Raimo Makkonen) (буква M, расположена слева). Монеты второго выпуска (с 2007 года), имеют буквы FI (для Финляндии) расположены справа. | Финляндия: · На монете Финляндии изображены два лебедя (национальный символ Финляндии) летящие над Финляндией, дата выпуска отчеканена внизу справа. Автор дизайна монеты Пертти Макинен (Pertti Mäkinen) который также разработал монету посвящённую 80-летию независимости Финляндии. Первая серия была выпущена Монетным двором Финляндии, гравёр Раймо Макконен (Raimo Makkonen) (буква M, расположена слева). Монеты второго выпуска (с 2007 года), имеют буквы FI (для Финляндии) расположены справа. | 1-я Серия (1999—2006) | 2-я Серия (2007-)  |
| Франция: · Эскиз монеты Франции разработал Жоакин Хименес (Joaquim Jimenez). В центре монеты изображено стилизованное дерево. Буквы RF, обозначают Французскую республику (République Française). Сверху девиз Франции: «Liberté, égalité, fraternité». Двенадцать звезд переплетены стилизованными ветвями. Снизу дата выпуска монеты. | | |                       |                    |
| Германия: · На монете Германии изображён немецкий герб (германский орел), символизирующий единство немецкой нации. Снизу орла дата выпуска и буква монетного двора. Эскиз монеты разработан Хайнцем и Снежаной Руссева-Хойер (Heinz and Sneschana Russewa-Hoyer). | | |                       |                    |
| Греция: · На монете Греции изображена драхма V века до нашей эры из Афин. На монете изображена сова (символ Афин) и ветвь оливы. Номинал монеты на греческом алфавите, 1 EYPΩ, в правой части монеты. По ободу монеты изображены 12 звёзд Евросоюза. Дизайн монеты разработан Георгиосом Стаматопулосом (Georgios Stamatopoulos). | | |                       |                    |
| Ирландия: · На монете Ирландии изображена кельтская арфа, национальный символ Ирландии. Слева слово «Éire» на ирландском языке обозначает Ирландию; справа указан год выпуска. Дизайн разработан Ярлахом Хайсем (Jarlath Hayes). | | |                       |                    |
| Италия: · На монете Италии воспроизведён рисунок «Витрувианский человек», выполненный Леонардо да Винчи (пером, чернилами и акварелью с помощью металлического карандаша) примерно в 1490—1492 годах как иллюстрация для книги, посвящённой трудам античного римского архитектора Витрувия. В этом произведении отображены идеальные пропорции человеческого тела. Работа Леонардо символизирует собой эпоху Ренессанса. Автор дизайна монеты — Лаура Кретара, надпись Repubblica Italiana указывает на страну выпуска. Год выпуска в правой части монеты. | | |                       |                    |
| Латвия: На монете Латвии повторено изображение девушки в национальном костюме, помещавшееся ранее на монете в 5 латов 1929 года. | | |                       |                    |
| Литва: На монете Литвы изображен Герб Литвы. | | |                       |                    |
| Люксембург: · На монете Люксембурга изображён стилизованный портрет великого герцога Анри, разработанный художницей Иветт Гастауэр-Клэр (Yvette Gastauer-Claire) в соответствии с рекомендациями правительства Люксембурга и герцога Анри. Слева 40 % монеты как бы отрезаны и в этом месте год и слово Lëtzebuerg на люксембургском языке, обозначающее Люксембург. | | |                       |                    |
| Мальта: · На монете Мальты изображён Мальтийский крест (эмблема ордена Госпитальеры: в 1520—1798 годах, был национальным символом). Слово MALTA сверху и год выпуска снизу. Дизайн разработал Noel Galea Bason. Мальта перешла на евро в 2008. | | |                       |                    |
| Монако: · На монете Монако первой серии был изображён Ренье III (князь Монако) и присутствовала надпись MONACO в верхней части монеты, а снизу помещён год выпуска монеты. После смерти Ренье III в 2005 году выпущена серия с портретом князя Альбера II. | Монако: · На монете Монако первой серии был изображён Ренье III (князь Монако) и присутствовала надпись MONACO в верхней части монеты, а снизу помещён год выпуска монеты. После смерти Ренье III в 2005 году выпущена серия с портретом князя Альбера II. | Монако: · На монете Монако первой серии был изображён Ренье III (князь Монако) и присутствовала надпись MONACO в верхней части монеты, а снизу помещён год выпуска монеты. После смерти Ренье III в 2005 году выпущена серия с портретом князя Альбера II. | 1-я серия (2002—2005) | 2-я серия (2006—)  |
| Нидерланды: · На монете Нидерландов изображён стилизованный профиль королевы Беатрикс и в правой части монеты надпись «Beatrix Koningin der Nederlanden» («Беатрикс королева Нидерландов» на голландском языке), отделенные горизонтальной линией. Такой же дизайн присутствовал на монете 1 гульден. После её отречения — портрет короля Виллема-Александра | Нидерланды: · На монете Нидерландов изображён стилизованный профиль королевы Беатрикс и в правой части монеты надпись «Beatrix Koningin der Nederlanden» («Беатрикс королева Нидерландов» на голландском языке), отделенные горизонтальной линией. Такой же дизайн присутствовал на монете 1 гульден. После её отречения — портрет короля Виллема-Александра | Нидерланды: · На монете Нидерландов изображён стилизованный профиль королевы Беатрикс и в правой части монеты надпись «Beatrix Koningin der Nederlanden» («Беатрикс королева Нидерландов» на голландском языке), отделенные горизонтальной линией. Такой же дизайн присутствовал на монете 1 гульден. После её отречения — портрет короля Виллема-Александра | 1-я серия (1999—2013) | 2-я серия (2014—)  |
| Португалия: · На монете Португалии изображён королевский герб 1144 года. По кругу надпись Португалия (Portugal). | | |                       |                    |
| Сан-Марино: Герб Сан-Марино | | |                       |                    |
| Словакия: · Эскиз монеты Словакии утверждён в 2009 году, когда Словакия перешла на евро. На монете изображён герб Словакии в центре и дата выпуска монеты внизу слева. | | |                       |                    |
| Словения: · На монете Словении изображён стилизованный портрет Приможа Трубара, который разработал Миленко Лукул, Майя Лукул и Янез Болька (Miljenko Licul, Maja Licul and Janez Boljka). Примож Трубар, протестант-реформатор и автор первой книги на словенском языке. Вокруг портрета надписи «Stati inu obstati» и название страны SLOVENIJA (Словения) между звёздами в правой части монеты. Монета выпускается с 2007 года. | | |                       |                    |
| Испания: · На монете Испании изображён портрет короля Хуана Карлоса I работы дизайнера Луиса Диаса (Luis José Díaz). Слева надпись «España» (Испания) и на новой монете вензель расположен справа. После его отречения — портрет короля Филиппа VI. | Испания: · На монете Испании изображён портрет короля Хуана Карлоса I работы дизайнера Луиса Диаса (Luis José Díaz). Слева надпись «España» (Испания) и на новой монете вензель расположен справа. После его отречения — портрет короля Филиппа VI. | 1-я серия (1999—2009) | 2-я серия (2010—2014) | 3-я серия (2015-)  |
| Ватикан: · Аверс монеты Ватикана был изменён дважды. На монете первой серии был изображен папа Иоанн Павел II. Название CITTA DEL Vaticano (государство Ватикан), затем год и фирменный знак монетного двора. После смерти Иоанна Павла II в 2005 году была выпущена новая монета с символом Ватикана, она была временной до избрания нового папы. Монета содержала знаки Апостольской палаты в Ватикане и герб Святой Римской Церкви. В связи с избранием нового папы Бенедикта XVI его изображение появилось на монетах евро, а затем избрание папы Франциска. Кроме того, на монете в правом верхнем углу стоит год выпуска и фирменный знак монетного двора в середине монеты.                                                                                 | 1-я серия (2002—2005) | 2-я серия (2005—2006) | 3-я серия (2006—2013) | 4-я серия (2014-)  |

## Выпуск
Первоначально, монета номиналом €1 была выпущена в 1999—2001 годах, в 5 странах: Бельгия, Финляндия, Франция, Нидерланды и Испания. В Австрии, Германии, Греции, Ирландии, Люксембурге, Португалии, Сан-Марино и Ватикане выпускается с 2002 года. В Монако, монета €1 выпускалась в 1999, 2000, 2005, 2008 и 2010 годах. Мальта выпустила свою монету в 2008 и 2011 годах. Словения, Словакия и Эстония выпускают свою €1 с момента входа в еврозону.
| Страна                                                                                                 | Выпуск BU/PP                    | 1999                          | 1999 | 2000 | 2000 | 2001 | 2001 | 2002 | 2002 | 2003 | 2003 | 2004 | 2004 | 2005 | 2005 | 2006 | 2006 | 2007 | 2007 | 2008 | 2008 | 2009 | 2009 | 2010 | 2010 | 2011 | 2011 | 2012 | 2012 | 2013 | 2013 | 2014 | 2014 | 2015 | 2015 |
| Страна                                                                                                 | Выпуск BU/PP                    | BU                            | PP   | BU   | PP   | BU   | PP   | BU   | PP   | BU   | PP   | BU   | PP   | BU   | PP   | BU   | PP   | BU   | PP   | BU   | PP   | BU   | PP   | BU   | PP   | BU   | PP   | BU   | PP   | BU   | PP   | BU   | PP   | BU   | PP   |
| --- | ------------------------------- | ----------------------------- | ---- | ---- | ---- | ---- | ---- | ---- | ---- | ---- | ---- | ---- | ---- | ---- | ---- | ---- | ---- | ---- | ---- | ---- | ---- | ---- | ---- | ---- | ---- | ---- | ---- | ---- | ---- | ---- | ---- | ---- | ---- | ---- | ---- |
| Австрия                                                                                                | 10/11                           |                               |      |      |      |      |      |      |      |      |      |      |      |      |      |      |      |      |      |      |      |      |      |      |      |      |      |      |      |      |      |      |      |      |      |
| Бельгия                                                                                                | 13/14                           |                               |      |      |      |      |      |      |      |      |      |      |      |      |      |      |      |      |      |      |      |      |      |      |      |      |      |      |      |      |      |      |      |      |      |
| Кипр                                                                                                   | 5/0                             | Нет                           | Нет  | Нет  | Нет  | Нет  | Нет  | Нет  | Нет  | Нет  | Нет  | Нет  | Нет  | Нет  | Нет  | Нет  | Нет  | Нет  | Нет  |      |      |      |      |      |      |      |      |      |      |      |      |      |      |      |      |
| Эстония                                                                                                | 1/0                             | Нет                           | Нет  | Нет  | Нет  | Нет  | Нет  | Нет  | Нет  | Нет  | Нет  | Нет  | Нет  | Нет  | Нет  | Нет  | Нет  | Нет  | Нет  | Нет  | Нет  | Нет  | Нет  | Нет  | Нет  |      |      |      |      |      |      |      |      |      |      |
| Финляндия                                                                                              | 14/14                           |                               |      |      |      |      |      |      |      |      |      |      |      |      |      |      |      |      |      |      |      |      |      |      |      |      |      |      |      |      |      |      |      |      |      |
| Франция                                                                                                | 13/14                           |                               |      |      |      |      |      |      |      |      |      |      |      |      |      |      |      |      |      |      |      |      |      |      |      |      |      |      |      |      |      |      |      |      |      |
| Германия                                                                                               | 50/55                           |                               |      |      |      |      |      | 5    | 5    | 5    | 5    | 5    | 5    | 5    | 5    | 5    | 5    | 5    | 5    | 5    | 5    | 5    | 5    | 5    | 5    | 5    | 5    |      | 5    |      |      |      |      |      |      |
| Греция                                                                                                 | 11/2                            | Нет                           | Нет  | Нет  | Нет  |      |      | 2    |      |      |      |      |      |      |      |      |      |      |      |      |      |      |      |      |      |      |      |      |      |      |      |      |      |      |      |
| Ирландия                                                                                               | 10/4                            |                               |      |      |      |      |      |      |      |      |      |      |      |      |      |      |      |      |      |      |      |      |      |      |      |      |      |      |      |      |      |      |      |      |      |
| Италия                                                                                                 | 11/10                           |                               |      |      |      |      |      |      |      |      |      |      |      |      |      |      |      |      |      |      |      |      |      |      |      |      |      |      |      |      |      |      |      |      |      |
| Латвия                                                                                                 | 1/1                             | Нет                           | Нет  | Нет  | Нет  | Нет  | Нет  | Нет  | Нет  | Нет  | Нет  | Нет  | Нет  | Нет  | Нет  | Нет  | Нет  | Нет  | Нет  | Нет  | Нет  | Нет  | Нет  | Нет  | Нет  | Нет  | Нет  | Нет  | Нет  | Нет  | Нет  |      |      |      |      |
| Литва                                                                                                  | 1/1                             | Нет                           | Нет  | Нет  | Нет  | Нет  | Нет  | Нет  | Нет  | Нет  | Нет  | Нет  | Нет  | Нет  | Нет  | Нет  | Нет  | Нет  | Нет  | Нет  | Нет  | Нет  | Нет  | Нет  | Нет  | Нет  | Нет  | Нет  | Нет  | Нет  | Нет  | Нет  | Нет  |      |      |
| Люксембург                                                                                             | 10/10                           |                               |      |      |      |      |      |      |      |      |      |      |      |      |      |      |      |      |      |      |      |      |      |      |      |      |      |      |      |      |      |      |      |      |      |
| Мальта                                                                                                 | 2/0                             | Нет                           | Нет  | Нет  | Нет  | Нет  | Нет  | Нет  | Нет  | Нет  | Нет  | Нет  | Нет  | Нет  | Нет  | Нет  | Нет  | Нет  | Нет  |      |      |      |      |      |      |      |      |      |      |      |      |      |      |      |      |
| Монако                                                                                                 | 6/3                             |                               |      |      |      |      |      |      |      |      |      |      |      |      |      |      |      |      |      |      |      |      |      |      |      |      |      |      |      |      |      |      |      |      |      |
| Нидерланды                                                                                             | 13/14                           |                               |      |      |      |      |      |      |      |      |      |      |      |      |      |      |      |      |      |      |      |      |      |      |      |      |      |      |      |      |      |      |      |      |      |
| Португалия                                                                                             | 10/11                           |                               |      |      |      |      |      |      |      |      |      |      |      |      |      |      |      |      |      |      |      |      |      |      |      |      |      |      |      |      |      |      |      |      |      |
| Сан-Марино                                                                                             | 11/5                            |                               |      |      |      |      |      |      |      |      |      |      |      |      |      |      |      |      |      |      |      |      |      |      |      |      |      |      |      |      |      |      |      |      |      |
| Словения                                                                                               | 5/4                             | Нет                           | Нет  | Нет  | Нет  | Нет  | Нет  | Нет  | Нет  | Нет  | Нет  | Нет  | Нет  | Нет  | Нет  | Нет  | Нет  |      |      |      |      |      |      |      |      |      |      |      |      |      |      |      |      |      |      |
| Словакия                                                                                               | 3/4                             | Нет                           | Нет  | Нет  | Нет  | Нет  | Нет  | Нет  | Нет  | Нет  | Нет  | Нет  | Нет  | Нет  | Нет  | Нет  | Нет  | Нет  | Нет  | Нет  | Нет  |      |      |      |      |      |      |      |      |      |      |      |      |      |      |
| Испания                                                                                                | 14/9                            |                               |      |      |      |      |      |      |      |      |      |      |      |      |      |      |      |      |      |      |      |      |      |      |      |      |      |      |      |      |      |      |      |      |      |
| Ватикан                                                                                                | 11/10                           |                               |      |      |      |      |      |      |      |      |      |      |      | 2    |      |      |      |      |      |      |      |      |      |      |      |      |      |      |      |      |      |      |      |      |      |
| Всего: 417                                                                                             | 223/194                         | 5                             | 4    | 5    | 4    | 6    | 5    | 20   | 14   | 19   | 15   | 18   | 15   | 19   | 15   | 18   | 16   | 20   | 16   | 21   | 17   | 22   | 18   | 22   | 18   | 22   | 19   | 7    | 20   |      |      |      |      |      |      |
| \| Зелёный – монета €1 выпущена \| Красный - монета €1 не выпущена \| Чёрный - не входит в Еврозону \| |                                 |                               |      |      |      |      |      |      |      |      |      |      |      |      |      |      |      |      |      |      |      |      |      |      |      |      |      |      |      |      |      |      |      |      |      |
| Зелёный – монета €1 выпущена                                                                           | Красный - монета €1 не выпущена | Чёрный - не входит в Еврозону |      |      |      |      |      |      |      |      |      |      |      |      |      |      |      |      |      |      |      |      |      |      |      |      |      |      |      |      |      |      |      |      |      |

Буквы PP обозначают монеты качества Пруф.
Цифры обозначают сколько монет выпустила данная страна. В Германии 5 монетных дворов, соответственно она выпускает десять типов монет каждый год. В Греции в 2002 году было выпущено 2 вида монет.